# Agnieszka Chylińska
Agnieszka Barbara Chylińska (née le 23 mai 1976 à Gdańsk) est une chanteuse, parolière, danseuse et actrice polonaise.
De 1994 à 2003, elle est la chanteuse principale du groupe de rock polonais O.N.A. Elle chante sous le nom de Chilinska à partir de 2003 ; en 2004, elle sort un album intitulé Winna. Depuis 2008, elle est juge dans la version polonaise de la franchise Got Talent appelée Mam talent!. En 2009, elle sort un album studio intitulé Modern Rocking, suivi de Forever Child (2016) et Pink Punk (2018).

## Discographie

### Albums studio
| Titre                        | Détails                                                                                       | Meilleurs classements | Meilleurs classements | Certifications      |
| Titre                        | Détails                                                                                       | POL                   | SWE                   | Certifications      |
| ---------------------------- | --------------------------------------------------------------------------------------------- | --------------------- | --------------------- | ------------------- |
| Winna(en tant que Chylińska) | - Sortie : 22 mars 2004 - Label : Pomaton EMI - Formats: CD, téléchargement                   | 2                     | —                     |                     |
| Modern Rocking               | - Sortie : 26 octobre 2009 - Label : EMI Music Poland - Formats: CD, téléchargement           | 1                     | —                     | - ZPAV: Platinum    |
| Forever Child                | - Sortie : 30 septembre 2016 - Label : Warner Music Poland - Formats : CD, LP, téléchargement | 1                     | 44                    | - ZPAV: 3× Platinum |
| Pink Punk                    | - Sortie : 26 octobre 2018 - Label : Warner Music Poland - Formats : CD, LP, téléchargement   | 2                     | —                     | - ZPAV: Gold        |

### Albums en direct
| Titre                                       | Détails                                                                                        | Meilleurs classements |
| Titre                                       | Détails                                                                                        | POL                   |
| ------------------------------------------- | ---------------------------------------------------------------------------------------------- | --------------------- |
| 25 lat Agnieszki Chylińskiej i Pol'and'Rock | - Sortie : 6 décembre 2019 - Label : Mystic Production - Formats : CD, DVD, LP, téléchargement | 14                    |

### Singles
| Titre                                                  | Année | Meilleurs classements | Meilleurs classements | Meilleurs classements | Certifications  | Album          |
| Titre                                                  | Année | POL                   | POL Nouveau           | POL TV                | Certifications  | Album          |
| ------------------------------------------------------ | ----- | --------------------- | --------------------- | --------------------- | --------------- | -------------- |
| Nie mogę Cię zapomnieć                                 | 2009  | 55                    | 2                     | —                     |                 | Modern Rocking |
| Zima                                                   | 2010  | —                     | —                     | —                     |                 | Modern Rocking |
| Wybaczam Ci                                            | 2010  | —                     | 1                     | 2                     |                 | Modern Rocking |
| Niebo                                                  | 2010  | —                     | 2                     | —                     |                 | Modern Rocking |
| Kiedy przyjdziesz do mnie                              | 2014  | —                     | —                     | —                     |                 | Forever Child  |
| Against All Odds (Take a Look at Me Now) (feat. LemON) | 2015  | —                     | 2                     | —                     |                 | 25 lat RMF FM  |
| Królowa łez                                            | 2016  | 1                     | 3                     | 4                     | - ZPAV: Diamond | Forever Child  |
| KCACNL                                                 | 2017  | 28                    | 1                     | —                     |                 | Forever Child  |
| Mam zły dzień                                          | 2018  | —                     | —                     | —                     |                 | Pink Punk      |
| Schiza                                                 | 2019  | —                     | —                     | —                     |                 | Pink Punk      |

## Clips musicaux
| Titre                     | Année | Réalisateur(s)       | Réf. |
| ------------------------- | ----- | -------------------- | ---- |
| Winna                     | 2004  | Inconnu              |      |
| Niczyja                   | 2004  | Inconnu              |      |
| Zmysłowa                  | 2004  | Inconnu              |      |
| Nie mogę Cię zapomnieć    | 2009  | Jacek Kościuszko     |      |
| Wybaczam Ci               | 2010  | Jacek Kościuszko     |      |
| Niebo                     | 2010  | Jacek Kościuszko     |      |
| Kiedy przyjdziesz do mnie | 2014  | Dariusz Szermanowicz |      |
| Królowa łez               | 2016  | Adam Gawenda         |      |
| Mam zły dzień             | 2018  | Tadeusz Śliwa        |      |
| Schiza                    | 2019  | Adam Gawenda         |      |